# نقش أبرهة الحبشي
نقش أبرهة الحبشي أو نقش مُرَيْغَان الأول هو نقش أثري بخط المسند كتبه جيش أبرهه الحبشي في موقع مريغان الأثري بتثليث جنوب المملكة العربية السعودية،  تم اكتشاف النقش عن طريق بعثة ركمانز في القرن العشرين الميلادي. يعود تاريخ النقش لشهر ذو الثابة سنة 662 حـ في التقويم الحميري الموافق أبريل 552م. ويظهر من النص أن أبرهة غزا بنفسه معدًا سنة 662 من التقويم الحميري، والتقى بها في موضع "حلبان"، فهزمها وانتصر عليها، فاضطرت عندئذ إلى الخضوع له ومهادنته، وإلى وضع رهائن عنده تكون ضمانًا لديه بعدم خروجها مرة ثانية عليه

## بعثة ركمانز
سميت البعثة باسم كونزاك ريكمانز المتخصص في اللغات السامية، قصدت البعثة وسط وجنوب الجزيرة العربية في عام 1371 هـ الموافق 1951، بدعم حكومة المملكة العربية السعودية وموافقتها، ضمت البعثة إلى جانب كونزاك ريكمانز كلاً من: جاك ريكمانز المتخصص في التاريخ الحميري والسبئي، والحاج عبد الله فيلبي المؤرخ والسياسي، وفيليب ليبنز الخبير في تخطيط الرسوم وتصوير النقوش القديمة.

## الاكتشاف
اكتشف النقش في منتصف القرن العشرين وكان أول من عثر عليه وسجله هي بعثة ريكمانز، النقش مدون على صخرة بالقرب من بئر مريغان، وقد وسم فيما بعد برقم (Ryckmahs,506) أو (ريكمنس 506) كرقم عالمي، وقد ترجم أول الأمر من خط المسند الذي نقش به إلى اللغة الفرنسية ثم إلى العديد من اللغات، وهذا النقش الأثري يعد النص الثاني لأبرهة الحبشي بعد النص الذي أمر بنقشه في مأرب بعد قضائه على الثورة العنيفة القوية ضده بقيادة يزيد بن كبشة.

## النقش
النقش بحروف المسند ومعناها بالحروف العربية (مقسم كما في صفوف النقش):
1. 𐩨𐩭𐩺𐩡 𐩽 𐩧𐩢𐩣𐩬𐩬 𐩽 𐩥𐩣𐩪𐩢𐩠𐩥 𐩽 𐩣𐩡𐩫𐩬 𐩽 𐩱𐩨𐩧𐩠 𐩽 𐩸𐩺𐩨𐩣𐩬 𐩽 𐩣𐩡𐩫 𐩽 𐩪𐩨𐩱 𐩽 𐩥𐩹𐩧𐩺𐩵𐩬 𐩽 𐩥𐩢𐩳𐩧𐩣𐩥𐩩
بخيل 𐩽 رحمنن 𐩽 ومسحهو 𐩽 ملكن 𐩽 أبره 𐩽 زيبمن 𐩽 ملك 𐩽 سبأ 𐩽 وذ ريدن 𐩽 وحضرموت
2. 𐩥𐩺𐩣𐩬𐩩 𐩽 𐩥𐩱𐩲𐩧𐩨𐩠𐩣𐩥 𐩽 𐩷𐩥𐩵𐩣 𐩽 𐩥𐩩𐩠𐩣𐩩 𐩽 𐩪𐩷𐩧𐩥 𐩽 𐩹𐩬 𐩽 𐩪𐩷𐩧𐩬 𐩽 𐩫𐩶𐩸𐩺𐩥 𐩽 
ويمنت 𐩽 وأعربهمو 𐩽 طودم 𐩽 وتهمت 𐩽 سطرو 𐩽 ذن 𐩽 سطرن 𐩽 كغزيو 𐩽
3. 𐩣𐩲𐩵𐩣 𐩽 𐩶𐩸𐩥𐩩𐩬 𐩽 𐩧𐩨𐩲𐩩𐩬 𐩽 𐩨𐩥𐩧𐩭𐩬 𐩽 𐩹𐩻𐩨𐩩𐩬 𐩽 𐩫𐩰𐩪𐩵𐩥 𐩽 𐩫𐩡 𐩽 𐩨𐩬𐩺𐩲𐩣𐩧𐩣 𐩽 
 معدم 𐩽 غزوتن 𐩽 ربعتن 𐩽 بورخن 𐩽 ذثبتن 𐩽 كفسدو 𐩽 كل 𐩽 بني عمرم 𐩽
4. 𐩥𐩹𐩫𐩺 𐩽 𐩣𐩡𐩫𐩬 𐩽 𐩱𐩨𐩴𐩨𐩧 𐩽 𐩨𐩲𐩣 𐩽 𐩫𐩵𐩩 𐩽 𐩥𐩲𐩡 𐩽 𐩥𐩨𐩦𐩧𐩣 𐩽 𐩨𐩬𐩢𐩮𐩬𐩣 𐩽 𐩨𐩲𐩣 𐩽 
وذكي 𐩽 ملكن 𐩽 أب جبر 𐩽 بعم 𐩽 كدت 𐩽 وعل 𐩽 وبشرم 𐩽 بن حصنم 𐩽 بعم
5. 𐩪𐩲𐩵𐩣 𐩽 𐩥𐩣𐩧𐩵𐩣 𐩽 𐩥𐩢𐩳𐩧𐩥 𐩽 𐩤𐩵𐩣𐩺 𐩽 𐩴𐩺𐩦𐩬 𐩽 𐩲𐩡𐩺 𐩽 𐩨𐩬𐩺𐩲𐩣𐩧𐩣 𐩽 𐩫𐩵𐩩 𐩽 𐩥𐩲𐩡𐩺 𐩽 𐩨𐩥𐩵 𐩽 𐩹𐩣𐩧𐩭 𐩽 𐩥𐩣𐩧𐩵𐩣 𐩽 𐩥𐩪𐩲𐩵𐩣 𐩽 𐩨𐩥𐩵 
سعدم 𐩽 ومردم 𐩽 وحضرو 𐩽 قدمي 𐩽 جيشن 𐩽 علي 𐩽 بني عمرم 𐩽 كدت 𐩽 وعلي 𐩽 بود 𐩽 ذمرخ 𐩽 ومردم 𐩽 وسعدم 𐩽 بود
6. 𐩨𐩣𐩬𐩠𐩡 𐩽 𐩩𐩧𐩨𐩬 𐩽 𐩥𐩹𐩨𐩢𐩥 𐩽 𐩥𐩱𐩪𐩧𐩥 𐩽 𐩥𐩶𐩬𐩣𐩥 𐩽 𐩹𐩲𐩪𐩣 𐩽 𐩥𐩣𐩭𐩳 𐩽 𐩣𐩡𐩫𐩬 𐩽 𐩨𐩢𐩡𐩨𐩬 𐩽 𐩥𐩵𐩬𐩥 𐩽 
 بمنهل 𐩽 تربن 𐩽 وذبحو 𐩽 وأسرو 𐩽 وغنمو 𐩽 ذعسم 𐩽 ومخض 𐩽 ملكن 𐩽 بحلبن 𐩽 ودنو 𐩽
7. 𐩫𐩼𐩡 𐩽 𐩣𐩲𐩵𐩣 𐩽 𐩥𐩧𐩠𐩬𐩥 𐩽 𐩥𐩨𐩲𐩵𐩬𐩠𐩥 𐩽 𐩥𐩩𐩲𐩠𐩣𐩥 𐩽 𐩲𐩣𐩧𐩣 𐩽 𐩨𐩬 𐩽 𐩣𐩹𐩧𐩬 𐩽 
كظل 𐩽 معدم 𐩽 ورهنو 𐩽 وبعدنهو 𐩽 وتعهمو 𐩽 عمرم 𐩽 بن 𐩽 مذرن 𐩽
8. 𐩥𐩧𐩠𐩬𐩠𐩣𐩥 𐩽 𐩨𐩬𐩠𐩥𐩥𐩪𐩩𐩭𐩡𐩰𐩠𐩥 𐩽 𐩲𐩡𐩺 𐩽 𐩣𐩲𐩵𐩣 𐩽 𐩥𐩤𐩰𐩡𐩥 𐩽 𐩨𐩬 𐩽 𐩢𐩡
ورهنهمو 𐩽 بنهو وستخلفهو 𐩽 علي 𐩽 معدم 𐩽 وقفلو 𐩽 بن 𐩽 حلـ
9. 𐩨𐩬 𐩽 𐩨𐩭𐩺𐩡 𐩽 𐩧𐩢𐩣𐩬𐩬 𐩽 𐩥𐩧𐩭𐩠𐩥 𐩽 𐩹𐩲𐩡𐩬 𐩽 𐩹𐩡𐩻𐩬𐩺𐩥𐩪𐩻𐩺 𐩽 𐩥𐩪
بن 𐩽 بخيل 𐩽 رحمنن 𐩽 ورخهو 𐩽 ذعلن 𐩽 ذلثني وسثي 𐩽 وسـ
10. 𐩻 𐩽 𐩣𐩱𐩩𐩣 
ـث 𐩽 مأتم

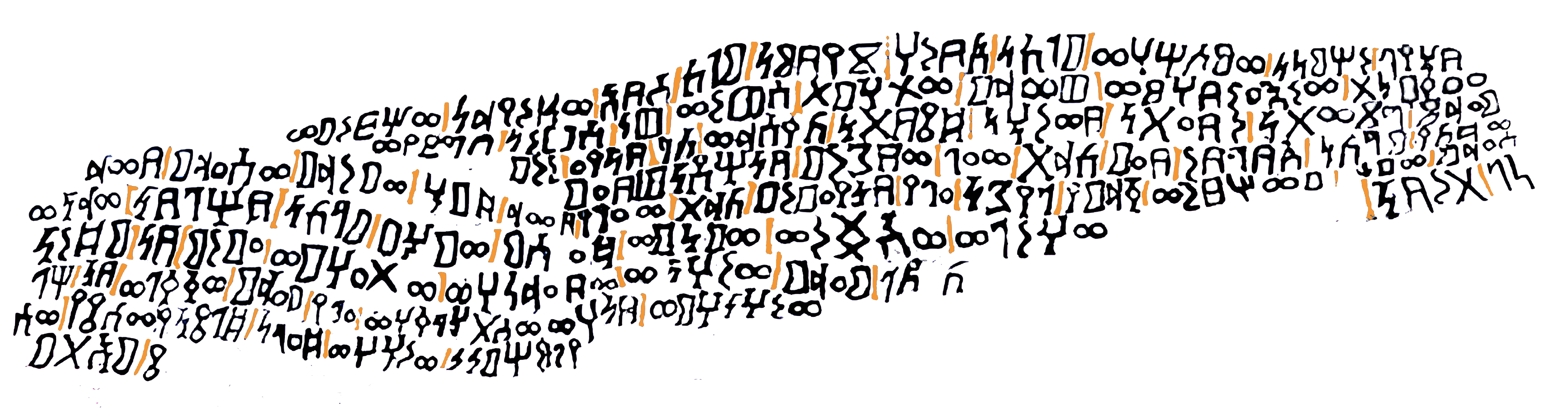
تفريغ أحرف نقش مُرَيْغَان (نقش أبرهة)

معنى نص النقش بالعربية (النص بين الأقواس إضافة توضيحية):
| نقش أبرهة الحبشي | 1. بقوة الرحمن ومسيحه الملك أبرهة زيبمان ملك سبأ وذو ريدان وحضرموت 2. ويمنت (اليمن) وبدوهم في الجبال والتهائم، سطر هذا النقش عندما غزا 3. معد الغزوة الرابعه بشهر ذو الثابة عندما أفسدوا كل بني عامر 4. وأرسل الملك (أبرهة) أبو جبر مع كندة وعُلا وبشر بن الحصين 5. مع (قبيلة) سعد (وقبيلة) مراد وحضروا أمام الجيش ضد بنى عامر (كل من) كندة وعُلا بوادي ذو مرخ ومراد وسعد بوادي 6. ومنهل تربان وذبحوا وأسروا وغنموا كثيراً وحارب الملك في حلبان واقترب 7. كظل معد (وأخذ) أسرى وبعد ذلك فوضت عمرو بن المنذر 8. فضمنهم ابنه واستخلفه (أبرهة حاكماً) على معد ورجع (أبرهة والجيش) من حلـ 9. بن (حلبان) بقوة الرحمن في شهر ذو علان في السنة الثانية والسـ 10. ـتين وستمائة | نقش أبرهة الحبشي |

## شبهة حول النقش
منذ أن كشفت بعثة ركمانز هذا النقش في أوائل الخمسينات، تعددت الآراء في شأنه، وكان أخطرها رأي بعض المستشرقين أن النقش يسجل حملة الفيل التي قادها أبرهة لهدم البيت الحرام، لأنه يشكك بطريقة غير مباشرة في صحة رواية القرآن الكريم عن مصير أصحاب الفيل، ذلك أن أبرهة يذكر في النقش ما معناه أنه عاد بجيشه سليماً منتصراً، مما يخالف ما ورد في الآية الكريمة في سورة الفيل (فجعلهم كعصف مأكول).
وكان لعدم وضوح حروف النقش أو سقوط بعض عباراته المهمة سهوا في النسخة التي نشرها ركمانز للنقش، دور كبير في إتاحة الفرصة لهذه الآراء، وقد قامت بعثة من جامعة الملك عبد العزيز بزيارة لمنطقة مريغان لمراجعة نسخة ركمانز ولتصوير الأجزاء غير الواضحة في النقش، وتمكنت البعثة من العثور على نقش آخر صغير إلى جوار النقش المذكور لم تنتبه إليه بعثة ركمانز سجله محارب يدعى (منسي بن ذرانح) حارب تحت قيادة أبرهة، وقد تمت دراسة النقشين، وتبين أن العبارات الناقصة أو غير الواضحة في النقش الكبير هي لأسماء شهور وقبائل ومواقع ترتبط ببعضها من حيث الزمان والمكان، وأن النقش يروي أخبار صراع قبلي استغله أبرهة الحبشي في ضرب أعدائه من قبائل نجد، وأن أسماء هذه القبائل والأماكن لا صلة بينها وبين تلك التي وردت في الروايات العربية عن حملة الفيل، وأن النقش يسجل أخبار حملة أخرى سبقت حملة الفيل التي أشار إليها القرآن الكريم بفترة تتراوح بين (18 – 23 سنة).